# Хабитат 67
«Хабитат 67» — жилой комплекс в Монреале, который был спроектирован архитектором Моше Сафди в 1966—1967 годах. Комплекс был построен к началу выставки «Экспо-67», одной из самых крупных мировых выставок того времени, темой которой были дома и жилое строительство.
Куб является основой этого строения. 354 куба, наращенных друг на друга, позволили создать это серое по цвету здание со 146 квартирами. Большинство квартир имеет личный сад на крыше соседа снизу. Стиль постройки — брутализм.